# 마우노 코이비스토
마우노 헨리크 코이비스토(핀란드어: Mauno Henrik Koivisto, 1923년 11월 25일 ~ 2017년 5월 12일)는 핀란드의 정치인이다. 투르쿠 태생으로, 제2차 세계대전에 참전하였다. 전쟁이 끝난 후 그는 목수와 항구 노동자로 일하면서 사회민주당에 입당하였다. 그 후 투르쿠 대학교를 졸업한 후, 은행에서 일했다. 은행 간부로 일하다가 1966년 재무장관, 1968년 핀란드 은행 총재로 임명되었다. 핀란드 은행 총재를 겸임하면서 1968년 3월 총리로 지명되어 사회민주당 내각을 이끌었다. 총리로 1970년까지 재직였고, 1970년대에 다시 재무장관 겸 부총리를 지냈다. 1979년 총선 결과 사회민주당이 주도하는 중도 좌파 연립내각을 구성하여, 그는 다시 총리가 되어 1982년까지 재직하였다. 1982년, 우르호 케코넨 대통령이 사임한 후, 대통령직을 물려받아 핀란드 최초의 좌파계 대통령이 되었다. 그 후 1988년 간접 선거로 선출되는 대통령에 재선되어 1994년까지 재직하였다.

## 역대 선거 결과
| 선거명      | 직책명          | 대수 | 정당              | 1차 득표율 | 1차 득표수 (선거인단) | 2차 득표율 | 2차 득표수 (선거인단) | 결과 | 당락 |
| ----------- | --------------- | ---- | ----------------- | ---------- | --------------------- | ---------- | --------------------- | ---- | ---- |
| 1982년 선거 | 핀란드의 대통령 | 9대  | 핀란드 사회민주당 | 48.17%     | 145표                 | 55.48%     | 167표                 | 1위  |      |
| 1988년 선거 | 핀란드의 대통령 | 9대  | 핀란드 사회민주당 | 48.90%     | 1,513,234표 (144명)   | 0%         | (189명)               | 1위  |      |

| 전임 라파엘 파시오 (1968년) 칼레비 소르사 (1979년) | 제32대 핀란드의 총리 1968년 3월 3일 ~ 1970년 5월 14일 1979년 5월 26일 ~ 1982년 1월 26일 | 후임 투에보 아우라 (1970년) 칼레비 소르사 (1982년) |

| 전임 우르호 케코넨 | 제9대 핀란드 공화국대통령 1982년 1월 27일 – 1994년 3월 1일 | 후임 마르티 아티사리 |